# 小行星5411
小行星5411（英語：5411 Liia）是一颗围绕太阳公转的小行星。1973年1月2日，尼古拉·切爾尼赫在克里米亚发现了此天体。
这颗小行星的绝对星等为228.7277878019199等。